# Новая сила (Испания)
«Новая сила» (исп. Fuerza Nueva) — испанская ультраправая политическая партия. Создана франкистским идеологом Бласом Пиньяром, «дабы защитить то, что завещал каудильо». Основана на базе франкистской идеологической структуры — издательства Fuerza Nueva и одноимённого журнала. Боролась за реставрацию франкистского режима, стояла на неофашистских позициях. Активисты участвовали в актах политического насилия. Партия распущена после поражения на выборах в 1982 году.

## Партия испанского «Бункера»

### Идеи и задачи
Издательство Fuerza Nueva было учреждено 2 мая 1966 года по инициативе Бласа Пиньяра. Эта структура играла видную роль в идеологическом аппарате и пропаганде франкизма. Материалы Fuerza Nueva выдерживались в духе самого радикального фалангизма — более жёсткого, нежели официальная идеология испанского правительства 1966—1975 годов.
После смерти каудильо Франко 20 ноября 1975 года Блас Пиньяр примкнул к группировке Búnker, отстаивавшей сохранение основ прежнего режима. Со второй половины 1976, когда стал очевиден далеко идущий характер реформ, ортодоксальные франкисты стали консолидироваться в праворадикальную оппозицию. Воздерживаясь от критики короля Хуана Карлоса I — формального преемника Франко во главе государства — они повели яростную политическую атаку против либерально-реформаторского правительства Адольфо Суареса, компартии, левых политических сил (особенно анархистов) и сепаратистских движений (прежде всего баскской ЭТА). Использовались различные методы: от кулуарных интриг и публикаций в СМИ до террористических актов.

### Атака крайних справа
«Новая сила» являлась одной из ударных структур франкистской оппозиции. Идеология организации представляла собой специфический испанский синтез национал-синдикализма с католическим традиционализмом. Постепенно она эволюционировала к позициям европейского «неофашистского интернационала». Наиболее тесное взаимодействие наладилось у испанских ультраправых с итальянскими неофашистскими террористами. Блас Пиньяр участвовал в международных проектах ведущего неофашистского лидера 1970-х Стефано Делле Кьяйе (участника резни Монтехурра).
Блас Пиньяр открыто призывал к политическому насилию. Участие членов «Новой силы» — включая лиц, связанных с Пиньяром — в такого рода акциях зафиксировано неоднократно. Наиболее известно убийство пяти левых юристов на улице Аточа 24 января 1977 года. Активисты «Новой силы» сотрудничали с ультраправой боевой организацией Guerrilleros de Cristo Rey — Партизаны Короля Христа, совершившей ряд нападений на представителей левых сил и региональных сепаратистов. Нападения праворадикальных боевиков на левых активистов, иногда со смертельными исходами, отмечались вплоть до 1982 года. Несколько членов организации привлекались к уголовной ответственности за политический терроризм.

## В легальной политике

### Электоральные попытки
Несмотря на антидемократическую, антипарламентскую идеологию, «Новая сила» участвовала в июньских выборах 1977 года. Выступала в блоке Национальный альянс 18 июля с неофалангистами и традиционалистами. Общественные настроения отвергали крайне правых, поэтому «Новая сила» собрала всего 0,37 % (что, впрочем, оказалось больше, чем у других франкистских кандидатов).
На выборах 1979 года «Новая сила» выступала в более широком блоке. На этот раз было получено 2,11 %, Блас Пиньяр избран в парламент. Этот результат до нынешнего времени является максимальным избирательным достижением испанских крайне правых.
Период 1979—1981 — пик публичной активности «Новой силы». Главной её формой были манифестации в Мадриде с непременным участием харизматичного оратора Пиньяра. Вошли в традицию многолюдные собрания и речи на площади Ориенте 18 июля (день начала «крестового похода» — гражданской войны 1936—1939) и 20 ноября (день гибели основателя Испанской фаланги Хосе Антонио Примо де Ривера в 1936 и день кончины Франко в 1975). Однако эта активность не подкреплялась серьёзными успехами даже на местных выборах.

### Конкуренция и внутренние разногласия
Сложно складывались отношения «Новой силы» с другими франкистскими организациями, прежде всего неофалангистами. Проблемы возникали даже на уровне символики (эмблема со щитом и стрелами, гимн Cara al sol, форменная синяя рубашка и красный берет), которую каждая организация считала своей. Общий электорат неофранкистов был крайне невелик, но и это небольшое число голосов дробилось между конкурентами.
Внутри партии постепенно возникла идеологическая неоднородность. К началу 1980-х в партии собрались не только национал-синдикалисты, неофашисты и католические фундаменталисты, но и носители технократических взглядов, идей Опус Деи и даже неолибералы. Все они понимали наследие Франко и «новый национализм» в своей интерпретации, зачастую конфликтуя друг с другом.
«Новая сила» категорически отвергала послефранкистскую систему, однако принимала установленные правила игры. Между радикалами, выступавшими за террористическую борьбу, и более умеренными группами, предпочитавшими легальную политику, возникали серьёзные противоречия. Авторитет Пиньяра удерживал партию от раскола, но было очевидно, что и сам лидер не готов окончательно определиться.

## Роспуск и продолжение

### Поражение и самоупразднение
«Новая сила» не принимала никакого участия в ультраправом мятеже 23-F. Франкистский идеолог Блас Пиньяр по приказу франкистского жандарма Антонио Техеро вынужден был, как и другие депутаты, ложиться на пол при захвате Дворца конгресса.
Резкий сдвиг влево после этих событий привёл к сокрушительному поражению «Новой силы» на выборах 28 октября 1982 года. Практически сразу началось жёсткое давление на ультраправых со стороны победивших социалистов. Была запрещена традиционная ноябрьская манифестация на Ориенте, произведены десятки задержаний. Вскоре после этого решением Пиньяра партия была распущена.

### Наследование традиции
Многие активисты «Новой силы» продолжали участвовать в политике. Блас Пиньяр продолжал ежегодные сборы 18 июля и 20 ноября (ноябрьское собрание на Ориенте состоялось и в 2013 году). В 1980-х годах был учреждён Национальный фронт, занимавший уже несколько более умеренные позиции, в духе французской партии Ле Пена. В 2003 адвокат Рафаэль Лопес-Диегес, член семьи Пиньяра, учредил партию Испанская альтернатива консервативно-католического толка. Продолжает работать издательство Fuerza Nueva, в целом сохранившее прежнюю идейно-политическую ориентацию.
Испанская партия Fuerza Nueva в значительной степени олицетворяла общеевропейскую неофашистскую тенденцию второй половины 1970-х — начала 1980-х годов. Словосочетание Новая сила стала типовым обозначением европейской праворадикальной организации — не только в Испании, но и в Италии, во Франции, и Бельгии.